# منطق جبری
منطق جبری یک شاخه در منطق ریاضی است که در آن معادلات با متغیرهای آزاد موضوع مطالعه هستند. می‌توان گفت منطق جبری به دو بخش تقسیم می‌شود "اول" مطالعهٔ جبرهایی که به نوعی به یک منطق مرتبط می‌شوند مثل جبر بولی که مربوط به منطق کلاسیک می‌شود و "دوم" منطق‌هایی که به یک سری از جبرها مربوط می‌شوند. آنچه که امروزه به عنوان منطق جبری کلاسیک شناخته می‌شود مربوط است به مطالعهٔ خواص جبری مدل‌های یک منطق و ارتباط آنها با قضایای نمایش پذیری و قضایای دوگان است.

## همچنین ببینید
- جبر بولی